# Вільям Ґренвілл, 1-й барон Ґренвілл
Вільям Віндем Ґренвілл, 1-й барон Ґренвілл, PC, PC (Ire), FRS (25 жовтня 1759 — 12 січня 1834) — британський політик—торі, який обіймав посаду прем'єр-міністра Сполученого Королівства з 1806 до 1807 року, але був прихильником партії вігів під час наполеонівських війн. На посаді прем'єр-міністра його найбільшим досягненням було скасування работоргівлі в 1807 році. Однак його уряд не зміг ані укласти мир з Францією, ані зняти обмеження з католицької церкви, і того ж року його було відправлено у відставку.

## Передісторія
Ґренвілл був сином прем'єр-міністра вігів Джорджа Ґренвілла. Його мати, Елізабет, була дочкою державного діяча—торі сера Вільяма Віндема, 3-го баронета. У нього було двоє старших братів: Томас і Джордж . Таким чином, він був дядьком 1-го герцога Бекінгема і Чандоса.
Він також був пов'язаний з сім'єю Пітт через свій шлюб, оскільки Вільям Пітт, 1-й граф Чатем, одружився з сестрою його батька Гестер. Таким чином, молодший Ґренвілл був двоюрідним братом Вільяма Піта Молодшого.
Ґренвілл отримав освіту в Ітонському коледжі у Крайст-Черчі, Оксфорд ; і Лінкольнз-Інн.

## Політична кар'єра
Ґренвілл увійшов до Палати громад у лютому 1782 року як депутат від округу Бекінгем. Незабаром він став близьким соратником прем'єр-міністра, свого двоюрідного брата Вільяма Пітта Молодшого. У вересні він став секретарем лорда-лейтенанта Ірландії, фактично у свого брата Джорджа. Наступного року він залишив Палату представників і служив в уряді на посаді начальника армії з 1784 по 1789 рік. У 1789 році він ненадовго обіймав посаду спікера Палати громад, перш ніж увійшов до кабінету міністрів як міністр внутрішніх справ і залишив інші посади. Він став головою Палати лордів, коли наступного року був підвищений у дворянському статусі до барона Ґренвілла з Воттона під Бернвудом у графстві Бекінгем.
У 1791 році він змінив герцога Лідського на посаді міністра закордонних справ. Десятиліття Ґренвілла на посаді міністра закордонних справ було драматичним через війни Французької революції. Під час війни Ґренвілл був лідером партії, яка вважала пріоритетними бойові дії на континенті та виступала проти фракції Генрі Дандаса, який був більше за війну на морі та в колоніях.
Ґренвілл залишив посаду разом з Піттом у 1801 році через проблему відмови Георга III погодитися на емансипацію католиків.
У 1794 році Ґренвілл проходив військову службу вдома як майор кавалерії Бекінгемширського йоманського полку, а в 1806 році — підполковник добровольчого полку Південного Бекінгемшира.
За роки перебування на посаді Ґренвілл зблизився з лідером опозиційних вігів Чарльзом Джеймсом Фоксом, і коли Пітт повернувся на посаду в 1804 році, Ґренвілл став на бік Фокса і не брав участі в уряді.

### Прем'єр-міністр
Після смерті Пітта в 1806 році Ґренвілл став головою «Уряду всіх талантів», коаліції між прихильниками Ґренвілла, фокситами-вігами та прихильниками колишнього прем'єр-міністра лорда Сідмута, з парою лідерів — Ґренвіллом як першим лордом казначейства та Фоксом, як міністром закордонних справ. Двоюрідний брат Ґренвілла Вільям Віндем обіймав посаду державного секретаря з питань війни та колоній, а його молодший брат, Томас Ґренвілл, недовго служив першим лордом Адміралтейства.
Міністерство зрештою мало чого досягло і не змогло ані укласти мир із Францією, ані здійснити католицьку емансипацію, пізніша спроба призвела до розпуску міністерства в березні 1807 року. Проте воно мало одне значне досягнення — скасування работоргівлі в 1807 році.

### Міністерство всіх талантів
- Лорд Ґренвілл — перший лорд казначейства та голова Палати лордів
- Чарльз Джеймс Фокс – міністр закордонних справ і голова Палати громад
- Лорд Ерскін – лорд-канцлер
- Граф Фіцвільям — лорд-президент Ради
- Віконт Сідмут — Лорд Таємної Печатки
- Граф Спенсер – державний секретар міністерства внутрішніх справ
- Вільям Віндем — державний секретар у справах війни та колоній
- Віконт Говік — перший лорд Адміралтейства
- Лорд Генрі Петті — канцлер казначейства
- Граф Мойра — генерал-майстер ордонансу
- Лорд Еленборо — лорд-головний суддя Королівської лави

У вересні 1806 року — після смерті Фокса — лорд Говік став його наступником на посаді міністра закордонних справ і лідера палати громад. Томас Ґренвілл змінив Говіка в Адміралтействі. Лорд Фіцвільям став міністром без портфеля, а лорд Сідмут змінив його на посаді лорда-президента. Лорд Голланд змінив Сідмута на посаді лорда Privy Seal.

### Після прем'єрства
У роки після падіння міністерства Ґренвілл продовжував опозицію, зберігаючи союз із лордом Ґреєм і вігами, критикуючи війну на Піренеях та разом із Ґреєм відмовившись приєднатися до уряду лорда Ліверпула в 1812 році.
У післявоєнні роки Ґренвілл поступово знову зблизився з торі, але більше ніколи не повертався до кабінету. У 1815 році він розлучився зі своїм другом Чарльзом Ґреєм і підтримав військову політику лорда Ліверпула. У 1819 році, коли маркіз Ленсдаун висунув свою пропозицію щодо розслідування причин біди та невдоволення у виробничих районах, Ґренвілл виступив із промовою, в якій закликав до репресивних заходів. Його політичну кар’єру обірвав інсульт у 1823 році.
Ґренвілл також обіймав посаду ректора Оксфордського університету з 1810 року до своєї смерті в 1834 році.

## Особисте життя
Лорд Ґренвілл одружився з Енн, дочкою Томаса Пітта, 1-го барона Камелфорда, у 1792 році. Шлюб був бездітним. Після смерті Ґренвілла у січні 1834 року у віці 74 років, баронська династія на ньому закінчилась.

## Dropmore House

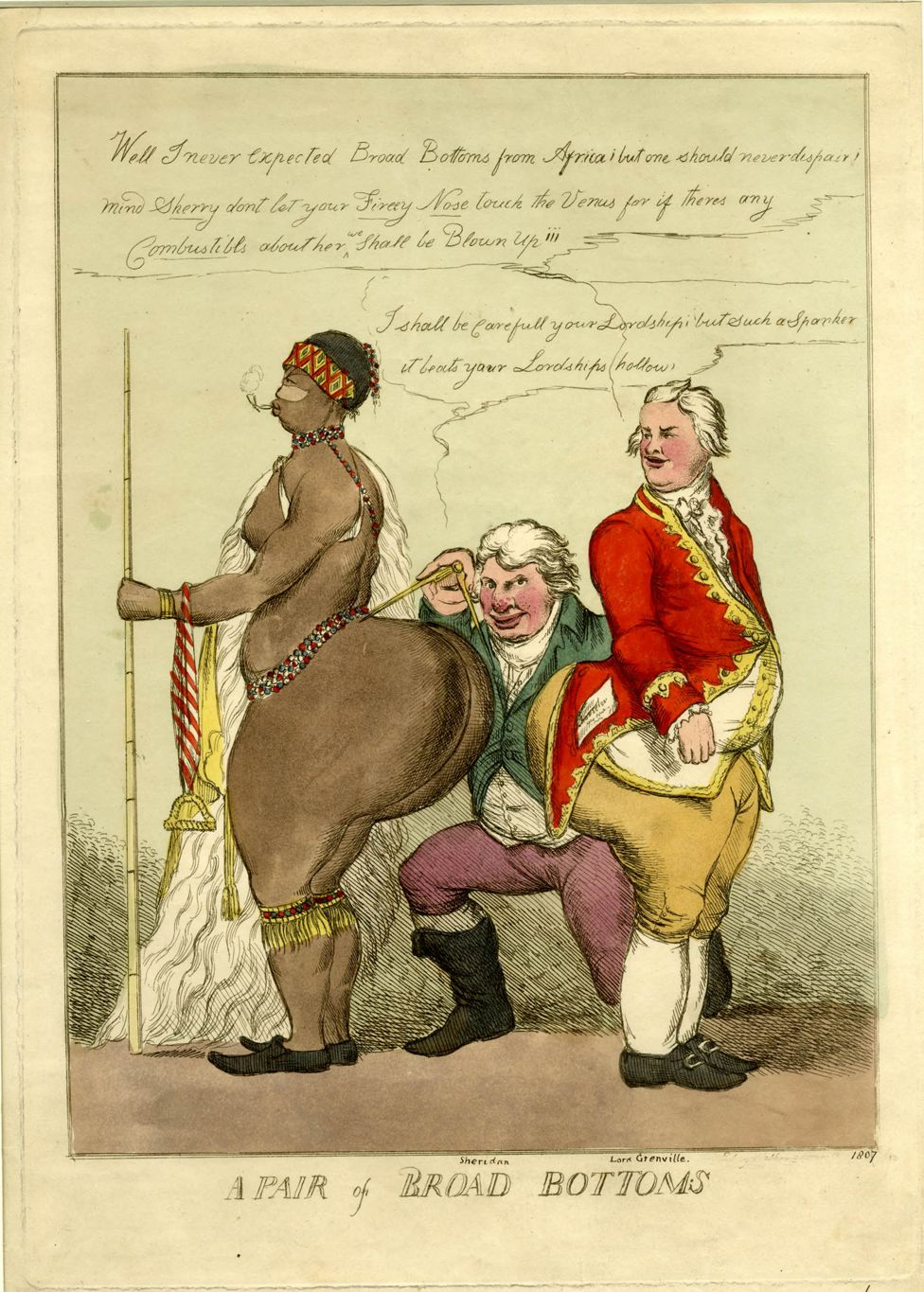
Карикатура на Сару Бартман, лорда Ґренвілла та Річарда Брінслі Шерідана, автор Вільям Гіт

Dropmore House був побудований у 1790-х роках на замовлення лорда Ґренвілла. Архітекторами були Семюель Ваєтт і Чарльз Татем. Ґренвілл знав це місце з прогулянок під час навчання в Ітонському коледжі та цінував віддалені краєвиди його старої школи та Віндзорського замку. У свій перший день у новому маєтку він посадив два кедри. Було висаджено ще щонайменше 2500 дерев. На той час, коли він помер, його пінетум містив найбільшу колекцію хвойних порід у Великій Британії. В рамках реставрації спадщини після двохсотлітної експлуатації маєтку, було інвентаризовано близько 200 видів та взято за основу сучасної колекції.

## Спадщина
Історикам важко сказати, яку саме роль відігравали Пітт, Ґренвілл і Дандас у розробці військової політики щодо Франції, але погоджуються, що Ґренвілл грав важливу роль у всі часи до 1801 року. Вчені сходяться на думці, що війна з Францією створила несподіваний комплекс проблем. Був конфлікт між світськими ідеологіями, призовом величезних армій, новою роллю Росії як континентальної держави і особливо простою тривалістю та вартістю численних коаліцій.
Ґренвілл енергійно працював над створенням і утриманням союзницьких коаліцій і приділяв належну увагу меншим членам, таким як Данія та Сардинія. Він домовився про складний союз з Росією та Австрією. Він сподівався, що завдяки британському фінансуванню вони візьмуть на себе основний тягар наземних кампаній проти французів.
Вплив Ґренвілла був максимальним під час формування Другої коаліції. Його прогнози легкого успіху були сильно перебільшені, і результатом стало ще одне розчарування. Його відставка в 1801 році була викликана насамперед відмовою короля дозволити католикам засідати в парламенті.
Ім'я Ґенвілла носять численні геоназви, зокрема графство Ґренвілл в Онтаріо, Канада (тепер у складі Об'єднаних графств Лідс і Ґренвілл), містечко Норт-Ґренвілл у тому ж графстві, гора Ґренвілл, тритисячник у складі Берегового хребта та ряд інших.

## Подальше читання
- Ehrman, John. The Younger Pitt: The Years of Acclaim (1969); The Reluctant Transition (1983); The Consuming Struggle (1996).
- Furber, Holden. Henry Dundas: First Viscount Melville, 1741–1811, Political Manager of Scotland, Statesman, Administrator of British India (Oxford UP, 1931). online
- Jupp, Peter. "Grenville, William Wyndham, Baron Grenville (1759–1834)" Oxford Dictionary of National Biography (2009) https://doi.org/10.1093/ref:odnb/11501
- Jupp, P. (1985), Lord Grenville, Oxford University Press
- Leonard, Dick. "William Grenville, 1st Baron Grenville—Not Quite 'All the Talents'." in Leonard, ed, Nineteenth-Century British Premiers (Palgrave Macmillan, 2008). 38-54.
- McCahill, Michael W. "William, First Lord Grenville." (2003) 22#1 pp 29-42
- Mori, Jennifer. Britain in the Age of the French Revolution: 1785-1820 (2014).
- Negus, Samuel D. "'Further concessions cannot be attained': the Jay-Grenville treaty and the politics of Anglo-American relations, 1789–1807." (Texas Christian University, 2013. PhD thesis) online
- Sack, James J. The Grenvillites, 1801–29: Party Politics and Factionalism in the Age of Pitt and Liverpool (U. of Illinois Press, 1979)
- Sherwig, John M. "Lord Grenville's plan for a concert of Europe, 1797-99." Journal of Modern History 34.3 (1962): 284–293.
- Temperley, Harold and L.M. Penson, eds. Foundations of British Foreign Policy: From Pitt (1792) to Salisbury (1902) (1938), primary sources online
- Ця стаття включає текст з публікації, яка тепер перебуває в суспільному надбанні:
Chisholm, Hugh, ред. (1911). Grenville, William Wyndham Grenville, Baron. // Encyclopædia Britannica (англ.). Т. 12 (вид. 11-те). Cambridge University Press. с. 581—582.
- Шаблон:Cite EB9
- Barker, George Fisher Russell (1890). Grenville, William Wyndham . У Stephen, Leslie; Lee, Sidney (ред.). Dictionary of National Biography. Т. 23. London: Smith, Elder & Co.

## Зовнішні посилання
- Вікісховище має мультимедійні дані за темою: Вільям Ґренвілл, 1-й барон Ґренвілл
- More about William Wyndam Grenville, Lord Grenville на вебсторінці уряду.
- GrEco Project On Lord Grenville's Economics